# Roberto Santiago González
Roberto Santiago González (Quilmes, Provincia de Buenos Aires, Argentina; 5 de junio de 1969) es un exfutbolista y actual director técnico argentino. Jugaba como delantero y su primer equipo fue Arsenal de Sarandí. Su último antes de retirarse fue Douglas Haig de Pergamino. Tuvo una carrera total como jugador de 20 años, pasando por un total de 15 clubes argentinos distintos. pasando por cuatro categorías diferentes; Primera B Nacional, Primera B (Argentina), Torneo Argentino A, Torneo Argentino B 2004-05.

## Trayectoria
Una vez retirado comenzó a trabajar en las divisiones inferiores de Arsenal como entrenador durante 9 años. Además, fue entrenador interino del primer equipo en 2014 (tras la salida de Gustavo Alfaro) y en 2015 (luego de la renuncia de Martín Palermo).
En 2017 fue convocado por Pedro Monzón para ser su ayudante de campo en Argentino de Quilmes. Allí se consagraron campeones de la Primera C en 2019 y se mantuvieron hasta 2021, cuando se produjo la renuncia del entrenador junto a su cuerpo técnico.
A principios de 2022 pasó a integrar el cuerpo técnico de Norberto D'Angelo en Círculo Deportivo, pero tras la renuncia del entrenador en junio de ese año, quedó a cargo del primer equipo hasta fines de julio de 2022.

## Clubes

### Como jugador
| Club                                             | País      | Año       | Goles | Categoría                  | Ascenso                       |
| ------------------------------------------------ | --------- | --------- | ----- | -------------------------- | ----------------------------- |
| Arsenal Fútbol Club                              | Argentina | 1989-1990 | 0     | Primera B (Argentina)      |                               |
| Arsenal de Sarandí                               | Argentina | 1991-1992 | 11    | Primera B Nacional         | Primera B Nacional            |
| Arsenal Fútbol Club                              | Argentina | 1992-1993 | 12    | Primera B Nacional         |                               |
| Quilmes                                          | Argentina | 1993-1994 | 3     | Primera B Nacional         |                               |
| Arsenal de Sarandí                               | Argentina | 1994-1995 | 6     | Primera B Nacional         |                               |
| Club Deportivo Guaraní Antonio Franco            | Argentina | 1995-1996 | 12    | Torneo Argentino A         |                               |
| Nueva Chicago                                    | Argentina | 1996-1997 | 0     | Primera B Nacional         |                               |
| Deportivo Morón                                  | Argentina | 1997-1998 | 1     | Primera B Nacional         |                               |
| Club Gimnasia y Esgrima (Concepción del Uruguay) | Argentina | 1997-1998 | 12    | Primera B (Argentina)      | Primera B Nacional            |
| Atlético Rafaela                                 | Argentina | 1998-1999 | 2     | Primera B Nacional         |                               |
| Club Gimnasia y Esgrima (Concepción del Uruguay) | Argentina | 1998-1999 | 9     | Primera B Nacional         |                               |
| Gimnasia y Esgrima (CdU)                         | Argentina | 1999-2000 | 17    | Primera B Nacional         |                               |
| San Martín de San Juan                           | Argentina | 2000-2001 | 2     | Primera B Nacional         |                               |
| Olimpo de Bahía Blanca                           | Argentina | 2001-2002 | 8     | Primera B Nacional         | Primera División de Argentina |
| Argentinos Juniors                               | Argentina | 2002-2003 | 17    | Primera B Nacional         |                               |
| Unión de Santa Fe                                | Argentina | 2003-2004 | 3     | Primera B Nacional         |                               |
| Gimnasia y Esgrima (CdU)                         | Argentina | 2003-2004 | 7     | Primera B Nacional         |                               |
| All Boys                                         | Argentina | 2004-2005 | 3     | Primera B (Argentina)      |                               |
| Luján de Cuyo                                    | Argentina | 2004-2005 | 2     | Torneo Argentino B 2004-05 |                               |
| Talleres (RdE)                                   | Argentina | 2005-2007 | 10    | Primera B (Argentina)      |                               |
| Douglas Haig de Pergamino                        | Argentina | 2007-2008 | 2     | Primera B (Argentina)      |                               |
|                                                  |           |           | 141   |                            |                               |

### Como asistente técnico
| Club                 | País      | Año       |
| -------------------- | --------- | --------- |
| Argentino de Quilmes | Argentina | 2017-2021 |
| Círculo Deportivo    | Argentina | 2022      |

### Como entrenador
| Club                            | País      | Año            |
| ------------------------------- | --------- | -------------- |
| Arsenal Fútbol Club (6.ª)       | Argentina | 2009-2010      |
| Arsenal Fútbol Club (5.ª y 6.ª) | Argentina | 2010-2011-2012 |
| Arsenal Fútbol Club (5.ª)       | Argentina | 2012-2013      |
| Arsenal Fútbol Club (3.ª)       | Argentina | 2013 a 2017    |
| Arsenal de Sarandí (interino)   | Argentina | 2014           |
| Arsenal de Sarandí (interino)   | Argentina | 2015           |
| Círculo Deportivo               | Argentina | 2022           |

## Palmarés

### Campeonatos nacionales
| Título             | Club                   | País      | Año  |
| ------------------ | ---------------------- | --------- | ---- |
| Primera B Nacional | Olimpo de Bahía Blanca | Argentina | 2002 |

### Logros como jugador
| Título                                  | Club                                             | País      | Año       |
| --------------------------------------- | ------------------------------------------------ | --------- | --------- |
| Ascenso al Nacional B                   | Arsenal de Sarandí                               | Argentina | 1992      |
| Ascenso a la Primera B Nacional         | Club Gimnasia y Esgrima (Concepción del Uruguay) | Argentina | 1997-1998 |
| Ascenso a Primera División de Argentina | Club Olimpo                                      | Argentina | 2001-2002 |